# Worlds Apart (banda)
Worlds Apart es una banda de chicos multinacional de la década de 1990, con una alineación cambiante que incluyó a Marcus Patrick (presentado como Patric Osborne) en el grupo original de cinco componentes y, desde 1994, Nathan Moore de Brother Beyond. Después de conseguir algunos éxitos en el Reino Unido, la banda resurgió como un conjunto de cuatro y se convirtieron en estrellas en Francia. Actualmente un trío, Steve Hart es su único miembro original y continuo. 

## Historia
Worlds Apart lanzó su primer álbum en el Reino Unido y después de varias giras de conciertos y apariciones regulares en televisión, la banda se hizo muy popular en Europa, donde firmaron un contrato discográfico con EMI. 
Steve Hart se convirtió en cantante principal y compositor de la banda. Después de ganar Best Newcomers en el prestigioso Bravo Supershow, Worlds Apart se convirtió rápidamente en la boyband más grande de Francia y fue respaldado regularmente por Backstreet Boys y NSync. El éxito de Worlds Aparts continuó en toda Europa, Medio Oriente, Sudamérica y Asia. Debido a su éxito masivo, Worlds Apart representó a Francia en los World Music Awards y también batió récords de mercadería en todas las salas de conciertos del país en la mayor gira francesa. Con varios sencillos y álbumes que alcanzaron el número uno, la banda vendió más de 10 millones de discos. 
El sencillo "Baby Come Back" se convirtió en el hit de airplay N.º 1 en Alemania y Rusia. La canción fue utilizada como tema en una importante telenovela más grande de Brasil. La banda realizó dos giras por el Lejano Oriente, que abarcaron Japón, Corea del Sur, Tailandia, Filipinas, Taiwán, Hong Kong y Singapur. 
En Alemania, la banda apareció en las tarjetas telefónicas nacionales y su propia marca de jugo de naranja 'Capri-Sonne' estaba a la venta en los supermercados. En Francia, la banda apareció en la película Les Visiteurs 2, y lanzaron canciones en español, francés, alemán e incluso polaco. El éxito de Worlds Apart los llevó a filmar 26 videos musicales y 7 lanzamientos de videos largos y la venta de 138 tipos diferentes de productos lanzados comercialmente. Incluso se colocaron máquinas de fotografía y adhesivos de Worlds Apart en aeropuertos y estaciones de tren. El mayor fabricante europeo de dulces, HARIBO, produjo dulces en gelatina con la forma de las cabezas de los miembros de la banda.

## Discografía

### Álbumes
| Año  | Álbum        | Reino Unido | FR | SER | Alemania · | A  | CH | Ventas                         |
| ---- | ------------ | ----------- | -- | --- | ---------- | -- | -- | ------------------------------ |
| 1994 | Together     | 88          | 46 | -   | 84         | -  | -  |                                |
| 1996 | Everybody    | -           | 1  | 15  | 26         | 18 | 11 | Francia : Diamante (1 500 000) |
| 1997 | Don't Change | -           | 3  | 21  | 45         | 47 | 18 | Francia : platino (300 000)    |
| 2000 | Here and Now | -           | 22 | -   | -          | -  | -  |                                |
| 2007 | Platinum     | -           | -  | -   | -          | -  |    |                                |

### Sencillos
| 1993                                                | "Heaven Must Be Missing an Angel" (UK Only)    | 29 | –  | –  | –  | –  | –  | –  | –  | –  | –  | Together            |
| 1993                                                | "Wonderful World" (UK Only)                    | 51 | –  | –  | –  | –  | –  | –  | –  | –  | –  | Together            |
| 1993                                                | "Everlasting Love" (UK Only)                   | 20 | 23 | –  | –  | –  | –  | –  | –  | –  | –  | Together            |
| 1994                                                | "Could It Be I'm Falling in Love" (UK/GER/JAP) | 15 | –  | –  | –  | –  | –  | 56 | –  | –  | –  | Together            |
| 1994                                                | "Beggin' to Be Written" (UK/GER)               | 29 | –  | –  | –  | –  | –  | –  | –  | –  | –  | Together            |
| 1994                                                | "Everlasting Love" (GER Only)                  | –  | –  | –  | –  | –  | –  | 40 | –  | –  | –  | Together            |
| 1995                                                | "Baby Come Back"                               | –  | –  | –  | –  | –  | 3  | 18 | 27 | 5  | –  | Everybody           |
| 1995                                                | "When It's Christmas Time" (GER Only)          | –  | –  | –  | –  | –  | –  | 38 | –  | 14 | –  | single only         |
| 1996                                                | "Love Message"                                 | –  | –  | –  | –  | –  | –  | 4  | 12 | 12 | –  | Everybody           |
| 1996                                                | "Everybody"                                    | –  | –  | –  | –  | –  | 8  | 22 | 21 | 17 | –  | Everybody           |
| 1996                                                | "Je te donne"                                  | –  | –  | –  | 35 | 3  | 3  | 22 | 16 | 16 | 16 | Everybody           |
| 1996                                                | "Just Say I Said Hello"                        | –  | –  | –  | –  | –  | 20 | 63 | 35 | –  | –  | Everybody           |
| 1996                                                | "Everlasting Love" (Continental Europe Only)   | –  | –  | –  | 33 | 29 | 4  | –  | –  | –  | –  | Everybody           |
| 1996                                                | "Together"                                     | –  | –  | –  | –  | –  | –  | –  | –  | –  | –  | Everybody           |
| 1996                                                | "I Was Born to Love You"                       | –  | –  | –  | –  | –  | –  | 71 | –  | –  | –  | Queen Dance Traxx I |
| 1997                                                | "You Said (Remix '97)"                         | –  | –  | –  | 18 | –  | 20 | –  | –  | –  | –  | single only         |
| 1997                                                | "Rise Like the Sun" (GER Only)                 | –  | –  | –  | –  | –  | –  | –  | –  | –  | –  | Don't Change        |
| 1997                                                | "Quand je rêve de toi / I'm Dreaming of You"   | –  | –  | –  | 9  | 11 | 3  | –  | –  | –  | –  | Don't Change        |
| 1997                                                | "She Loves You (Sie Liebt Dich)"               | –  | –  | –  | –  | –  | –  | 75 | –  | –  | –  | Don't Change        |
| 1997                                                | "Don't Change"                                 | –  | –  | –  | 20 | 23 | 16 | –  | –  | –  | –  | Don't Change        |
| 1997                                                | "Back to Where We Started"                     | –  | –  | 92 | 3  | –  | 51 | 78 | –  | –  | –  | Don't Change        |
| 1997                                                | "Je serai là"                                  | –  | –  | –  | –  | 22 | 14 | –  | –  | –  | –  | singles only        |
| 1998                                                | "Close Your Eyes"                              | –  | –  | –  | 49 | 26 | 34 | –  | –  | –  | –  | singles only        |
| 2000                                                | "I Will"                                       | –  | –  | –  | –  | 5  | 37 | –  | –  | –  | –  | Here And Now        |
| 2000                                                | "Language of Love"                             | –  | –  | –  | –  | –  | –  | 75 | –  | –  | –  | Here And Now        |
| 2007                                                | "On écrit sur les murs"                        | –  | –  | –  | –  | –  | –  | –  | –  | –  | –  | Platinum            |
| "—" no alcanzó ninguna posición o no fue publicado. |                                                |    |    |    |    |    |    |    |    |    |    |                     |

### Sencillos franceses
- "Everybody" – Silver (125,000)
- "Baby Come Back" – Gold (500,000)
- "Je te donne" – Platinum (750,000)
- "Don't Change" – Silver
- "Quand je rêve de toi" – Gold
- "Everlasting Love" – Gold
- "Je serai là" – Silver
- "On écrit sur les murs" – Platinum (2007)